# Х
Х (minuskule х) je písmeno cyrilice. Jeho tvar se v minuskulní i majuskulní variantě shoduje s tvarem písmena X v latince. Písmeno zachycuje hlásku v češtině zapisovanou jako ch.
V arménském písmu písmenu Х odpovídá písmeno Խ (խ), v gruzínském písmu písmeno ხ.
V hlaholici písmenu Х odpovídá písmeno Ⱈ.